# Regstrup
Regstrup – miasto w Danii, w regionie Zelandia, w gminie Holbæk.
W miejscowości jest stacja kolejowa Regstrup.